# مانوئل ریمان
مانوئل ریمان (انگلیسی: Manuel Riemann؛ زادهٔ ۹ سپتامبر ۱۹۸۸) بازیکن فوتبال اهل آلمان است.
از باشگاه‌هایی که در آن بازی کرده‌است می‌توان به باشگاه فوتبال اس‌وی زاندهاوزن، باشگاه فوتبال بوخوم، و باشگاه فوتبال اسنابروک اشاره کرد.